# Seznam velodromů v Česku
Seznam velodromů v Česku  obsahuje kryté, polootevřené a otevřené velodromy a velodromy zrušené či zaniklé. Seznam nemusí být úplný.

## Jednotlivé velodromy
| Velodromy                      | Fotografie                                               | Lokace                                                                     | Délka         | Sklon    | Povrch | Typ          | Výstavba přestavba | Nadmořská výška |
| ------------------------------ | -------------------------------------------------------- | -------------------------------------------------------------------------- | ------------- | -------- | ------ | ------------ | ------------------ | --------------- |
| Velodrom Brno                  | Kategorie „Velodrom Brno“ na Wikimedia Commons           | Brno Křížkovského 416/22 49°11′4,78″ s. š., 16°34′44,67″ v. d.             | 400 m         |          | beton  | polootevřený | 1889 1951, 1969    | 208 m n. m.     |
| Velodrom Kroměříž              |                                                          | Kroměříž U Rejdiště 49°17′38,58″ s. š., 17°24′16,6″ v. d.                  | 420 m         |          |        | otevřený     | 1890-1909 zaniklý  | 195 m n. m.     |
| Velodrom Louny                 | Kategorie „Velodrom Louny“ na Wikimedia Commons          | Louny K Velodromu 1592 50°22′2,34″ s. š., 13°47′18,83″ v. d.               | 446,7 m       |          | beton  | otevřený     | 1956               | 180 m n. m.     |
| Velodrom Pardubice (1889)      |                                                          | Pardubice 50°1′31,6″ s. š., 15°45′5,95″ v. d.                              | 450 m (500 m) |          |        | otevřený     | 1889-1900 zaniklý  |                 |
| Velodrom Pardubice             | Kategorie „Letní stadion Pardubice“ na Wikimedia Commons | Pardubice U Stadionu 1652 50°2′27,51″ s. š., 15°46′19,41″ v. d.            | 500 m         |          | beton  | otevřený     | 1933-2000 zaniklý  |                 |
| Velodrom Plzeň                 |                                                          | Plzeň Lobezská 984/22 49°44′12,36″ s. š., 13°24′3,85″ v. d.                | 400 m         |          | beton  | otevřený     | 1959               | 332 m n. m.     |
| Velodrom Praha Bubeneč         |                                                          | Praha-Bubeneč Královská obora                                              |               |          |        | otevřený     | 1881-1892 zaniklý  |                 |
| Velodrom Praha Bubny           |                                                          | Praha-Holešovice Bubny 50°5′54,24″ s. š., 14°26′7,05″ v. d.                | 440 m         |          |        | otevřený     | 1891-1903 zaniklý  |                 |
| Velodrom Praha Invalidovna     |                                                          | Praha-Karlín Invalidovna                                                   |               |          |        | otevřený     | 1883-?? zaniklý    |                 |
| Velodrom Praha Letná           |                                                          | Praha-Holešovice Letná 50°5′50,23″ s. š., 14°25′4,25″ v. d.                | 1125 m        |          |        | otevřený     | 1921-1932 zaniklý  |                 |
| Velodrom Praha Motol           | Kategorie „Velodrom Motol“ na Wikimedia Commons          | Praha-Košíře Nad Hliníkem 1186/4 50°3′56,58″ s. š., 14°21′7,03″ v. d.      | 153,8 m       | 52°      | dřevo  | krytý        | 1986               | 279 m n. m.     |
| Velodrom Praha Ohrada          |                                                          | Praha-Žižkov Ohrada 50°5′27,29″ s. š., 14°28′0,42″ v. d.                   | 300 m         |          |        | otevřený     | 1888-1909 zaniklý  |                 |
| Velodrom Praha Třebešín        | Kategorie „Velodrom Třebešín“ na Wikimedia Commons       | Praha-Strašnice Nad Kapličkou 3324/15 50°5′3,31″ s. š., 14°29′18,35″ v. d. | 333,3 m       | 35°/7,5° | beton  | otevřený     | 1941               | 271 m n. m.     |
| Velodrom Prostějov             |                                                          | Prostějov Kostelecká 4468/49 49°28′49,61″ s. š., 17°6′6,25″ v. d.          | 301 m         |          | beton  | otevřený     | 1967               | 227 m n. m.     |
| Velodrom Roudnice (Slavín)     |                                                          | Roudnice n/Labem vrch Slavín 50°24′54,5″ s. š., 14°15′9,71″ v. d.          | 400 m         |          |        | otevřený     | 1889-?? zaniklý    |                 |
| Velodrom Roudnice (Terezínská) |                                                          | Roudnice n/Labem ulice Terezínská 50°25′39,42″ s. š., 14°14′40,59″ v. d.   | 333,3 m       |          |        | otevřený     | ??-1900 zaniklý    |                 |
| Velodrom Vyškov                |                                                          | Vyškov Na Hraničkách, Purkyňova 49°16′39,86″ s. š., 16°59′17,46″ v. d.     | 360 m         |          |        | otevřený     | 1925-1944 zaniklý  |                 |